# Гаевская, Татьяна Васильевна
Гае́вская Татья́на Васи́льевна (бел. Гаеўская Таццяна Васільеўна; род. 29 октября 1946, Могилёв) — директор учреждения БГУ «Научно-исследовательский институт физико-химических проблем» (НИИ ФХП БГУ), заведующая лабораторией химии тонких плёнок НИИ ФХП БГУ, кандидат химических наук, доцент, заслуженный работник БГУ.

## Биография
Родилась 29 октября 1946 года в Могилёве в семье служащего. В 1947 году семья переехала в Брест, где в 1963 году Татьяна Васильевна Гаевская с серебряной медалью окончила СШ № 2 г. Бреста.
В 1963 году поступила на химический факультет БГУ, где уже с первых курсов занималась научными исследованиями на кафедре неорганической химии под руководством академика В. В. Свиридова. В 1968 году с отличием окончила университет и поступила в аспирантуру на кафедру неорганической химии химического факультета БГУ. В 1972 году успешно защитила диссертацию на соискание учёной степени кандидата химических наук по специальности «Физическая химия».
С 1972 года работала младшим, старшим, ведущим научным сотрудником сначала на химическом факультете БГУ, а с 1979 года — в НИИ ФХП БГУ. В 2005 году назначена на должность заместителя директора по научной работе, а в мае 2009 года — директора НИИ ФХП БГУ.
В 1983 году ей присвоено учёное звание старшего научного сотрудника, а в 2010 году — доцента. С ноября 2010 года она одновременно заведует лабораторией химии тонких плёнок.

## Научная деятельность

### Научные интересы
Научные интересы относятся к области исследования механизмов и кинетики реакций химического и электрохимического осаждения из растворов неблагородных и благородных металлов, разработки процессов получения покрытий из металлов, сплавов и композитов.

### Исследования по получению композиционных покрытий
В результате исследований по получению композиционных покрытий из сплавов никеля с бором удалось разработать ряд технологических процессов, которые защищены патентами Республики Беларусь и России и внедрены в серийное производство на 12 предприятиях нашей республики и СНГ. Под руководством Татьяны Васильевны или при её непосредственном участии разработаны и внедрены в серийное производство на предприятиях Республики Беларусь:
- технологии электрохимического осаждения покрытия Ni — B в производстве контактов и деталей машиностроения (ОАО «Агат — электромеханический завод»), печатных плат (ОАО «Минский часовой завод», ОАО «Экран»), изделий электротехники (ОАО «Спутник», ЧУП «ЭНВА» ОО «БелТИЗ»);
- технология электрохимического осаждения двухслойного композиционного покрытия никель — бор — алмаз / железо в производстве ограночных дисков для полирования и шлифования алмазного сырья в целях получения бриллиантов (ОАО "Гомельское ПО «Кристалл»);
- комплект растворов для аэрозольно-струйной металлизации при получении голографических знаков (ОАО «Голографическая индустрия»).

### Международные проекты
Под руководством и при участии Т. В. Гаевской успешно выполнен ряд международных контрактов с Южнокорейским институтом индустриальных технлогий, Южнокорейским институтом машиностроения и материалов, Институтом передовых технологий Самсунг (Республика Корея), ОАО АНПК «Блик» (Российская Федерация).

### Работа в НИИ ФХП БГУ
Возглавляемый Т. В. Гаевской НИИ ФХП БГУ на протяжении многих лет являлся головной организацией-исполнителем двух государственных научно-технических программ (ГНТП): «Фармацевтические субстанции и лекарственные средства» (подпрограмма «Лекарственные средства») и «Химические технологии и производства» (подпрограмма «Малотоннажная химия»), а также государственной программы «Инновационные биотехнологии» (подпрограмма «Биоэнергетика») и государственной программы научных исследований (ГПНИ) «Химические реагенты и материалы, природно-ресурсный потенциал».
Под руководством Татьяны Васильевны институт четыре раза становился победителем республиканского соревнования за достижение наилучших результатов в выполнении основных целевых показателей прогноза социально-экономического развития Республики Беларусь среди организаций науки и научного обслуживания и указами Президента Республики Беларусь был занесён на республиканскую Доску почёта.
В 2012 году НИИ ФХП БГУ признан победителем конкурса «На лучшую организацию изобретательской деятельности и управление интеллектуальной собственностью» и награждён дипломом Национального центра интеллектуальной собственности. В 2015 году удостоен награды Всемирной организации интеллектуальной собственности «Лучшему предприятию в сфере интеллектуальной собственности» за вклад в эффективное создание и использование объектов интеллектуальной собственности.
Научно-исследовательскую работу Т. В. Гаевская сочетает с общественной деятельностью, являясь членом научно-технических советов различных государственных программ, членом редколлегии журнала «Вестник БГУ. Серия 2, Химия. Биология. География» и других изданий.

## Научные труды
Является автором более 300 научных работ, в том числе 1 монографии, 137 статей (из них 35 опубликованы в периодических изданиях стран дальнего зарубежья), а также 48 патентов и авторских свидетельств на изобретения; награждена знаком «Изобретатель СССР».

### Научные статьи
- Перевозников С. С., Цыбульская Л. С., Гаевская Т. В. Исследование структуры и свойств электрохимически осаждённых покрытий на основе никеля, фосфора и серы // Вестник БГУ. Серия 2, Химия. Биология. География. — 2016. — № 3. — С. 21—28.
- Skorb E.V., Grützmacher D., Dais C., Guzenko V.A., Sokolov V.G., Gaevskaya T.V., Sviridov D.V. Titania-assisted electron-beam and synchrotron lithography // Nanotechnology. — № 21 (31). — P. 315301.
- Bekish Yu. N., Poznyak S.K., Tsybulskaya L.S., Gaevskaya T.V. Electrodeposited Ni-B alloy coatings: Structure, corrosion resistance and mechanical properties. // Electrochimica Acta. — № 55 (7). — P. 2223—2231.
- Tsybulskaya L. S., Gaevskaya T. V., Purovskaya O. G., Byk T. V. Electrochemical deposition of zinc-nickel alloy coatings in a polyligand alkaline bath. // Surface and Coatings Technology. — Vol. 203 (3-4). — P. 234—239.
- Byk T. V., Gaevskaya T. V., Tsybulskaya L. S. Effect of electrodeposition conditions on the composition, microstructure, and corrosion resistance of Zn-Ni alloy coatings. // Surface and Coatings Technology. — Vol. 202 (24). — P. 5817—5823.
- Skorb E. V., Sokolov V. G., Gaevskaya T. V., Sviridov D. V. Photocatalytic lithography with imageinversion // Theoretical and Experimental Chemistry. — Vol. 45 (1). — P. 40—43.
- Byk T. V., Sokolov V. G., Gaevskaya T. V., Skorb E. V., Sviridov D. V., Noh C.-H., Song K. Y., Cho S. H. Photochemical selective deposition of nickel using a TiO 2-Pd2+ layer. // Journal of Photochemistry and Photobiology A: Chemistry. — Vol. 193 (1). — P. 56—64.
- Bekish Yu. N., Gaevskaya T. V., Tsybulskaya L. S., Lee G.-Y., Kim M. Studying Ni-B alloys with X-ray photoelectron spectroscopy // Protection of Metals and Physical Chemistry of Surfaces. — Vol. 46 (3). — P. 325—331.
- Byk T. V., Sokolov V. G., Gaevskaya T. V., Sviridov D. V., Noh C.-H., Song K. Y., Cho S. H. Photochemical deposition of Ni-Cu patterns onto conducting substrates employing TiO 2-Pd2+ layers. // Electrochemical and Solid-State Letters. — Vol. 10 (6). — P. 63—66.

### Монографии
- Свиридов В. В., Воробьева Т. Н., Гаевская Т. В., Степанова Л. И. Химическое осаждение металлов из водных растворов. — Минск: Изд-во «Университетское», 1987. — 270 с.

## Научные звания и награды
За значительный вклад в развитие научных исследований, организаторскую и инновационную деятельность трижды была поощрена премиями Комиссии Президиума Совета Министров СССР и Министерства высшего образования БССР, награждена почётными грамотами Совета Министров Республики Беларусь, Государственного комитета по науке и технологиям Республики Беларусь.
В 2006 году за цикл работ «Процессы получения из растворов плёнок металлов, сплавов и композитов с регулируемыми составом, структурой и свойствами», за внедрение процессов получения из растворов плёночных покрытий из металлов, сплавов и композитов на предприятиях Республики Беларусь Свиридов В. В., Воробьёва Т. Н., Гаевская Т. В., Степанова Л. И. удостоены премии имени А. Н. Севченко.
В 2008 году была награждена Почётной грамотой Государственного комитета по науке и технологиям Республики Беларусь за значительный личный вклад в практическую реализацию исследований в области химии и химической технологии.
В 2010 году Т. В. Гаевской было присвоено почётное звание «Заслуженный работник Белорусского государственного университета», в 2011 году — почётное звание «Минчанин года» в области высшего образования и науки. Её разработки неоднократно экспонировались на международных выставках, отмечены специальным призом за победу в номинации и пятью золотыми и серебряными медалями (2004 −2014).
Подготовила шесть кандидатов химических наук (часть — в соруководстве со своим учителем академиком В. В. Свиридовым). Диссертация её ученицы Ю. Н. Бекиш была признана победителем конкурса Высшей аттестационной комиссии Республики Беларусь на лучшую кандидатскую диссертацию 2011 году в номинации «естественные науки».